# かいとう・ちわわんだー
『かいとう♡ちわわんだー』は、まくらしょうとかとうはるひによる絵本。わくわくキッズブック（集英社）のシリーズの一つとして刊行された。

## 登場キャラクター

### 主なキャラクター
ちわわ
小学2年生のチワワの女の子。元気で好奇心旺盛な性格。少しおっちょこちょいだが、正義感が強く、友達思いである。困っている人がいると「ちわわんだー」に変身する。
ちわわんだー
怪盗。みんなを助けるために色々なものを盗む。
しつじ
羊の姿をした執事の男性。ちわわのわがままに振り回されながらも、いつも優しく見守っている。
ハウンドくん
ハウンドの男の子。ピアノが得意で優しい学校の人気者。
ニャミ
ちわわの友達。おしゃれ好きで元気なネコの女の子。将来の夢はファッションモデル。
ミミカ
ちわわの友達。裁縫が得意なウサギの女の子。しっかり者でもある。
ドーベルくん
ドーベルマンの男の子。新聞部員。ちわわんだーの正体を探っている。
リスモ先生
ちわわ達のクラスの担任のリスの先生。女性。チャイナ服を着ている。
まじょサイレン
ちわわんだーの敵である魔女。魔法できれいな音を吸い込み、宝石に変える。
なぞの女の子
ケーキショップの店員。
ミミオ
ウサギの青年で、ミミカの兄。考古学を勉強している大学生。妹とは大の仲良し。
テリア
転校生のテリアの女の子。
ブラックちわわんだー
ちわわんだーの宿敵。ちわわんだーの偽物を名乗っている。